# Kittsee
Kittsee (slovensky Kopčany, maďarsky Köpcsény, chorvatsky Gijeca) je obec v Rakousku v okrese Neusiedl am See, nedaleko od Bratislavy, městských částí Petržalka a Jarovce. 
Rozloha je 19,3 km².
Počet obyvatel 3.250 (k 1. lednu 2019). Podle sčítání obyvatel v roce 2001 v obci žilo 94,7 % Rakušanů a 5,3 % jiných národností.
Starostou města je Johannes Hornek (ÖVP)

## Historický přehled
Až do rozpadu Rakouska-Uherska bylo katastrální území obce podstatně větší a jeho značná část se rozkládala na území Slovenska a to převážně v městských částech Petržalka a Jarovce a nejvýchodnější část katastru se rozkládala na jihozápadě katastru městské části Ružinov. Po rozpadu Rakouska-Uherska se východní části původního katastru staly součástí Československa a Maďarska (jemu připadla oblast s bažantnicí, nesoucí dnes název Jarovská bažantnica), přičemž československý díl byl připojen k Petržalce, zatímco maďarský díl se stal součástí katastru tehdejší obce Horváthjárfalu, jež se roku 1947 stala rovněž součástí Československa pod novým názvem Jarovce. Později byla nejvýchodnější část původního katastru obce Kittsee překatastrována z Petržalky do nově vytvořeného katastru Ružinova.

## Vývoj obyvatelstva
https://commons.wikimedia.org/wiki/File:Kittsee_statistik.png